# جائزة جنوب إفريقيا الكبرى 1985
جائزة جنوب أفريقيا الكبرى 1985 هو سباق فورمولا 1 أقيم بتاريخ 19 أكتوبر 1985 في خاوتينغ، جنوب أفريقيا. كان الخامس عشر من أصل 16 في بطولة العالم لسباقات الفورمولا واحد موسم 1985. حلّ البريطاني نايجل مانسيل أولا بينما جاء الفنلندي كيكي روزبرغ في المركز الثاني وحصل على المركز الثالث الفرنسي ألن بروست.